# Pareumenes vindex
Pareumenes vindex är en stekelart som först beskrevs av Smith.  Pareumenes vindex ingår i släktet Pareumenes och familjen Eumenidae. Inga underarter finns listade i Catalogue of Life.